# 松本吉郎
松本 吉郎（まつもと きちろう、1954年8月1日 - ）は、日本の医師。学位は医学士（浜松医科大学・1980年）。 第21代日本医師会会長。群馬医療福祉大学看護学部・臨床教授（非常勤）。山口県生まれ、東京都育ち。

## 略歴
- 1954年 - 山口県生まれ[3]
- 1973年 - 東京都立立川高等学校 卒業[1]
- 1980年 - 浜松医科大学医学部 卒業[6]
- 1988年 - 現在、医療法人 松本皮膚科形成外科医院（さいたま市見沼区）理事長・院長[6]
- 2016年 - 日本医師会の常任理事となる[3]。
- 2017年4月 - 現在、群馬医療福祉大学看護学部 臨床教授（非常勤）
- 2022年6月 - 公益社団法人 第21代日本医師会会長となる[4]。

## 日本医師会会長として
2022年5月、前任の中川俊男（松本は中川執行部では常任理事）が1期のみで再選出馬を断念したことを受け、所属している埼玉県医師会などにより次期日本医師会会長選挙に擁立され、立候補を表明。6月25日に行われた会長選挙では、同じく立候補した大阪府医師会所属で日本医師会副会長の松原謙二を破り、次期会長に当選した。
2024年6月22日に行われた会長選挙では前回に続いて立候補した松原を破り再選した。

## 所属学会
- 日本皮膚科学会
- 日本形成外科学会

など